# Беллей, Гаэтано
Гаэтано Беллей (итал. Gaetano Bellei, 22 января 1857, Модена — 20 марта 1922, там же) — итальянский художник; автор жанровых сцен, портретов, работ на религиозные сюжеты. Особенно известен изображениями стариков и детей.

## Биография
Родился в семье Лоренцо и Вены Молинари. После получения художественного образования в Академии изящных искусств в Модене, под руководством Адеодато Малатесты, переехал в Рим, где учился в академии Святого Луки, а затем во Французской и Испанской академиях.
В 1883 году Беллей на год отправился во Флоренцию, где, воспользовавшись полученной стипендией для художников, завершил своё обучение. Там он, благодаря умению работать в разных жанрах, сошёлся с коллекционерами, торговцами и покровителями английского происхождения, которые заказывали ему различные виды работ. В этот период Беллей познакомился с Гаэтано Кьеричи. Умер в Модене в 1922 году.

### Первые годы

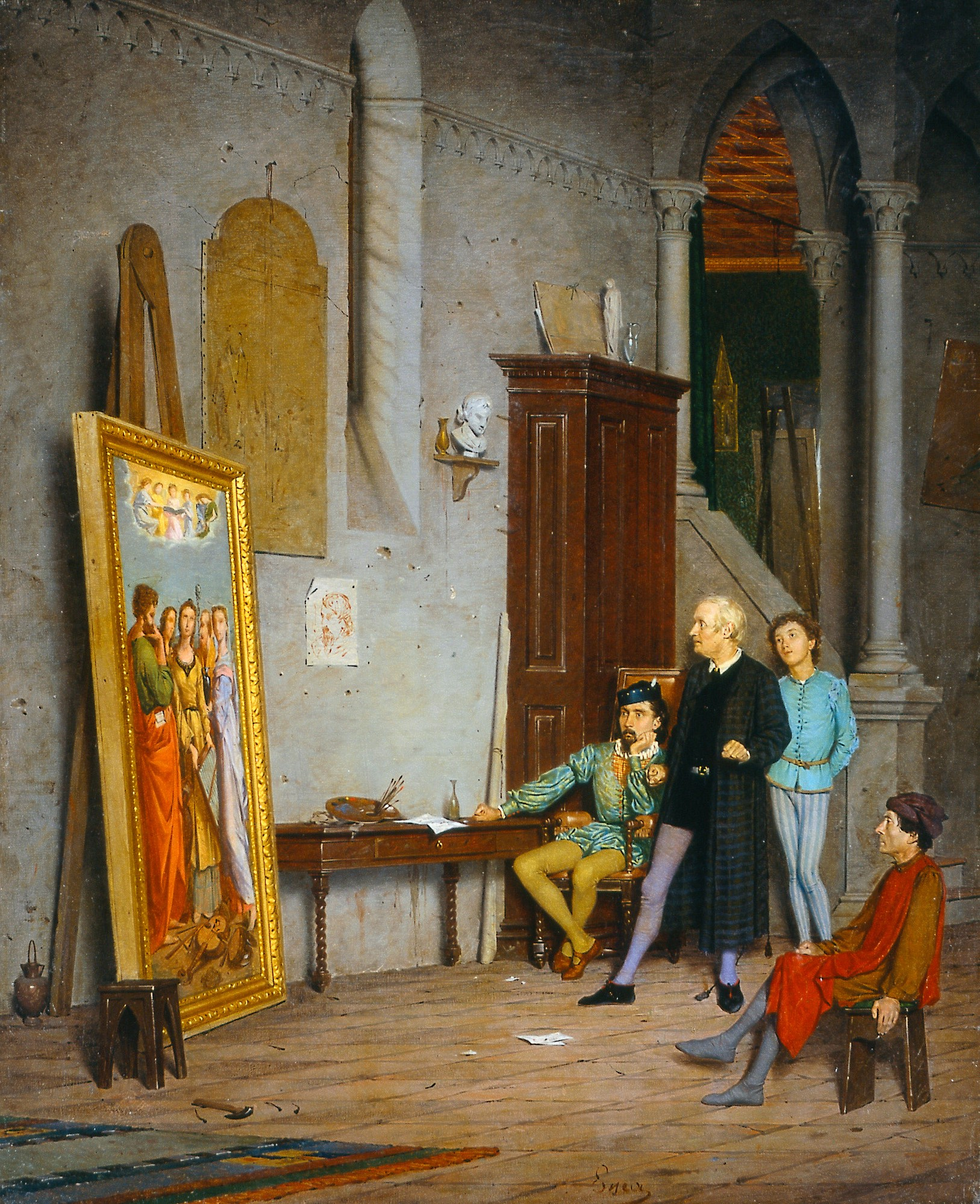
Франческо Франча, впервые восхищающийся рафаэлевской «Святой Цецилией». 1876

На раннем этапе творчества Беллей пишет жанровые сцены, детали и особенности которых впоследствии часто воспроизводит, с различными вариациями, в новых произведениях, поскольку они ценятся коллекционерами и меценатами. Повествовательный характер и легкомысленная тематика его картин сочетается с превосходной техникой и часто соответствует основным европейским тенденциям. Беллей также занимается портретной живописью и живописью на сакральные темы. С 1893 года он преподавал в Моденской академии, но продолжает участвовать в таких выставках, как Туринская в 1898 году, Миланская в 1906 году и Римская в 1911 году. В 1876 году он, ещё будучи студентом, выиграл конкурс на присуждение премии Полетти с картиной «Франческо Франча, впервые восхищающийся рафаэлевской „Святой Цецилией“», победив Акилле Боски. Благодаря этой в высшей степени сценографической картине Беллей становится стипендиатом. В дальнейшем его картины отходят от академизма, вызывая полемику своим реалистичным характером. Так, «Resfa» — работа в грубых и тёмных тонах, вдохновлённая немецким символизмом — поначалу вызывает критику, но затем повсеместно признаётся «лучшей картиной современного искусства Модены».
Доменико Морелли утверждал, что Беллей «кажется, придерживается одновременно воображаемого и подлинного».

## Искусство и темы

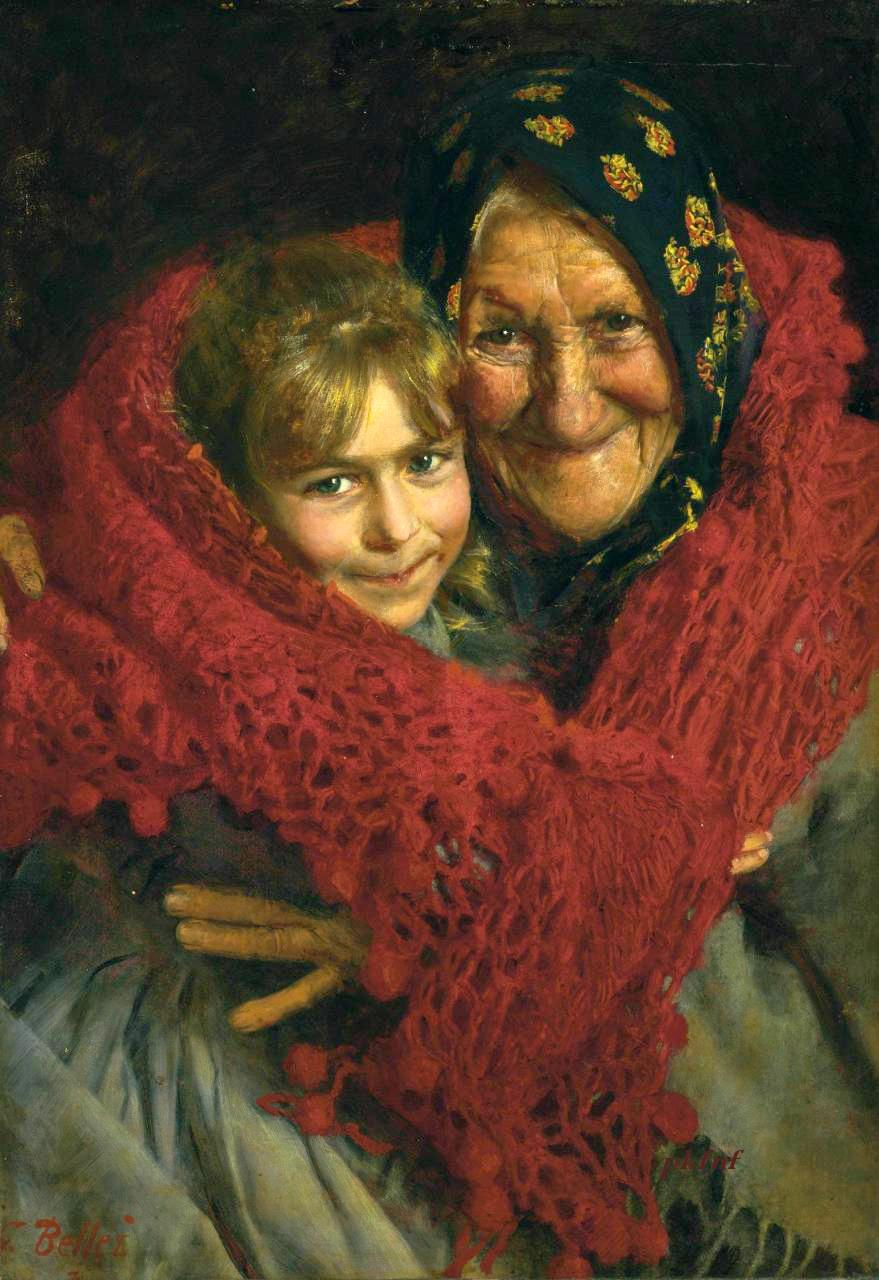
Гаэтано Беллей. Бабушка и внучка

### Жанровая живопись
Любимые темы Гаэтано Беллея — старики и дети. Он пишет сцены скромной, повседневной сельской жизни, в которых присутствуют, например, обнимающие друг друга дедушка и внук, а также игроки в карты, монахи, рабочие, иногда животные. Многие из них воспроизводятся и повторяются в разных вариациях, поскольку ценятся покупающей публикой. Беллей проявляет себя как мастер изображения человеческих привязанностей, реакций и ощущений. На выставке в Генуе в 1885 году он впервые представил «Счастливого котёнка» (Il micino fortunato), который принёс ему такой коммерческий успех, что Беллей тут же воспроизвёл несколько вариантов на тот же сюжет.
Беллей также пробовал себя в стиле модерн, например, в картине «Во время дождя», где обращает на себя внимание совершенная техника передачи дождя и одежды моделей, и в манере дивизионистов, например, в полотне «Порт Ливорно».

### Портретная и сакральная живопись
Беллей создал ряд произведений на религиозную тему, в том числе алтарь с Искупителем для прихода в Дзокке и «Блаженный Коттоленго» для часовни Рангони в Бомпорто. В 1914 году он украсил и расписал главную капеллу церкви Санта-Мария-ди-Муньяно, затем написал «Святую Магдалину» для церкви Сан-Доменико в Модене. Позже он полностью посвятил себя алтарной живописи, работая по всей Модене.
Период увлечения Беллея портретной живописью знаменует собой возвращение к дивизионизму. Художника нанимали для написания ряда официальных портретов; писал он и более личные работы, такие как портреты супругов Палацци, Ферруччо Камби или Автопортрет.

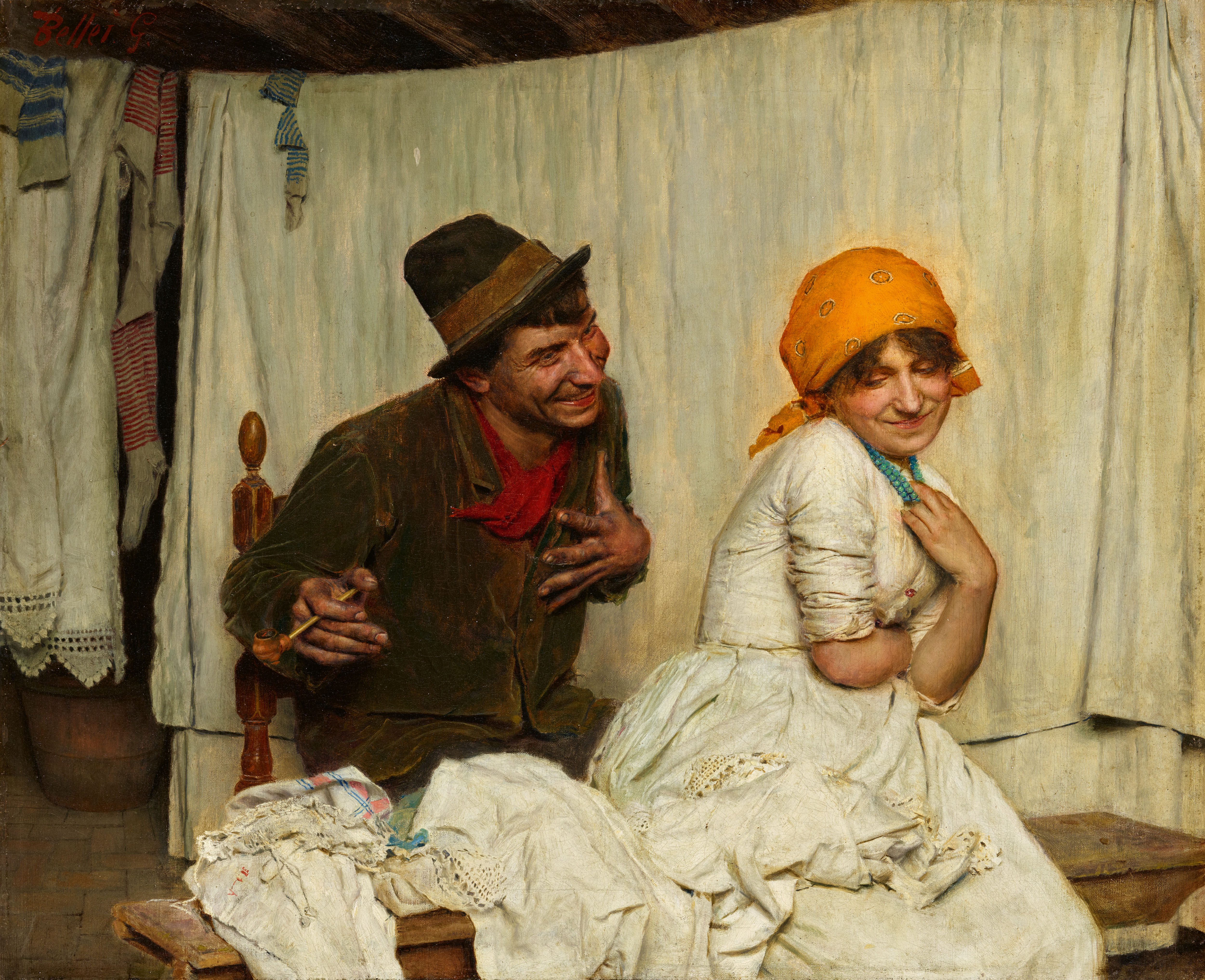
Гаэтано Беллей. Авансы
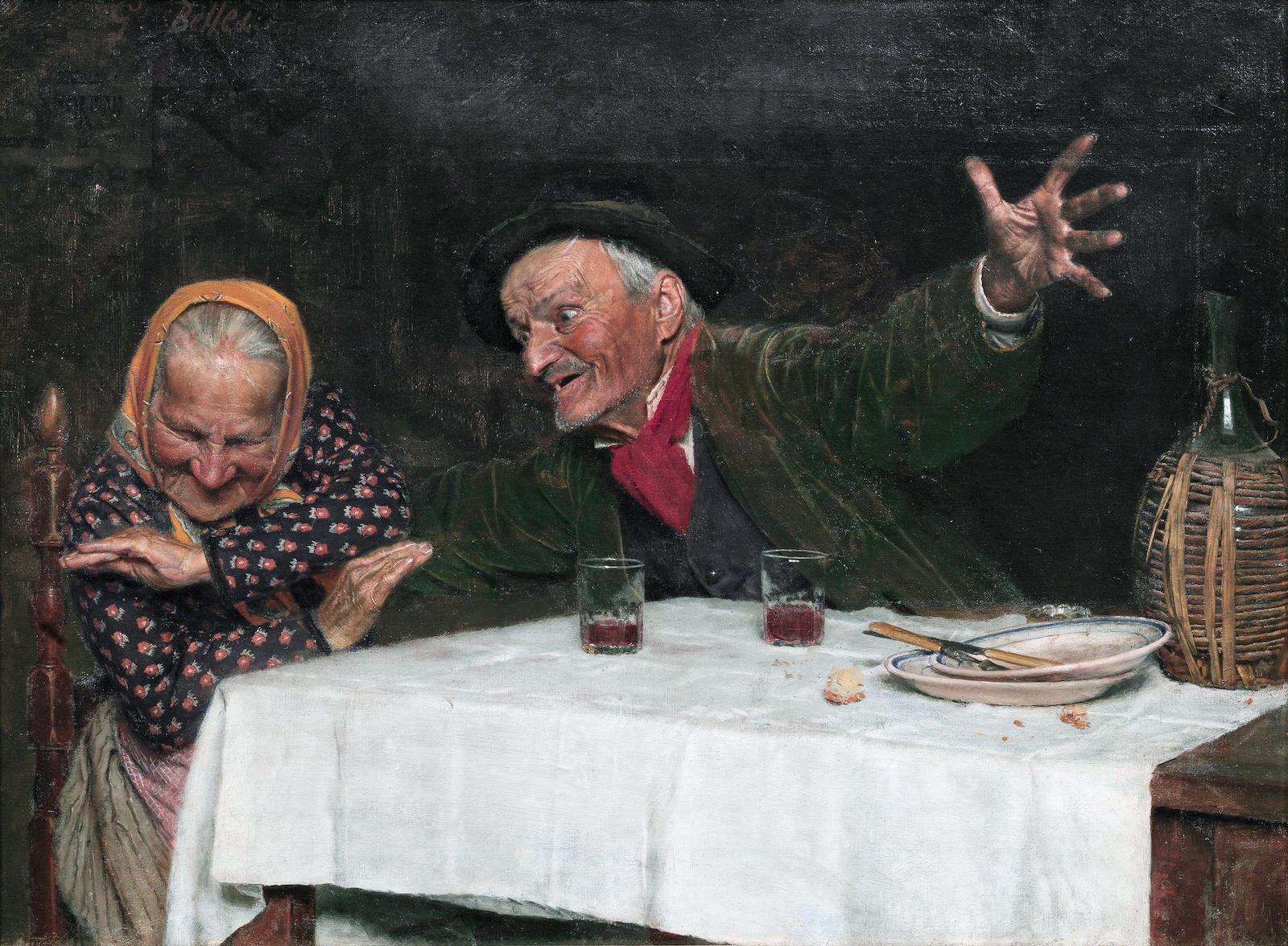
Гаэтано Беллей. Шутник
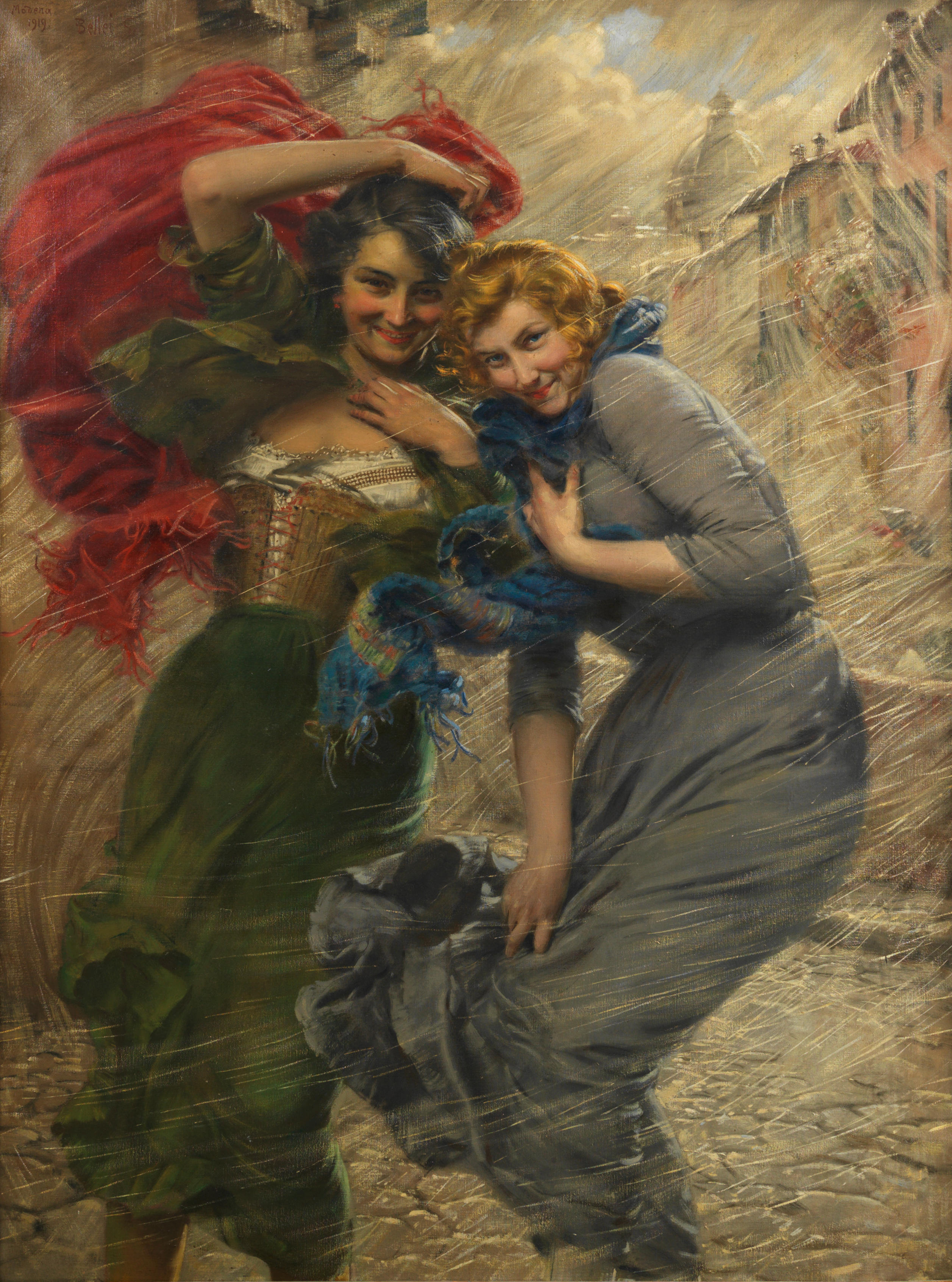
Во время дождя. 1919
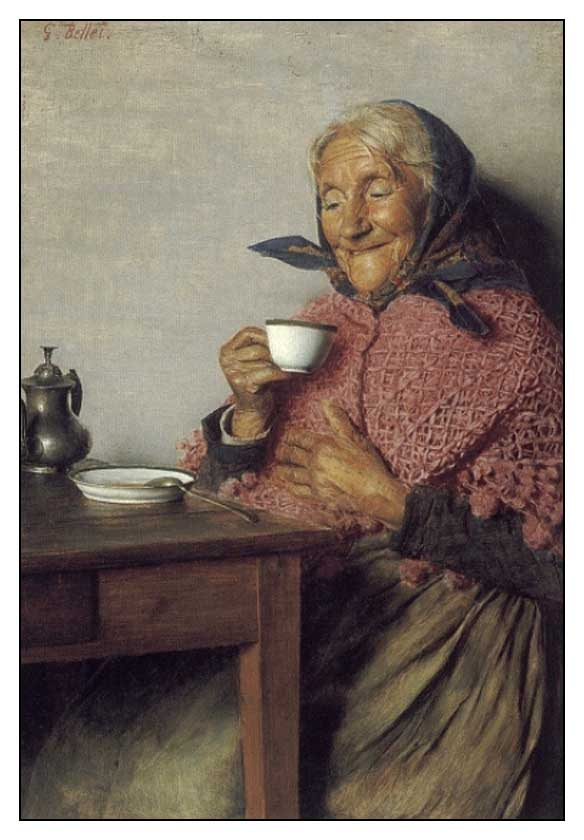
Славный напиток (Una buona birra)